# Abella (doctora)
Abella, conocida también como Abella de Salerno o Abella de Castellomata, fue una doctora que ejerció a mediados del siglo XIV, estudió y enseñó en la Escuela de Medicina de Salerno. Se cree que nació alrededor de 1380, pero la fecha exacta de su nacimiento y muerte es incierta.

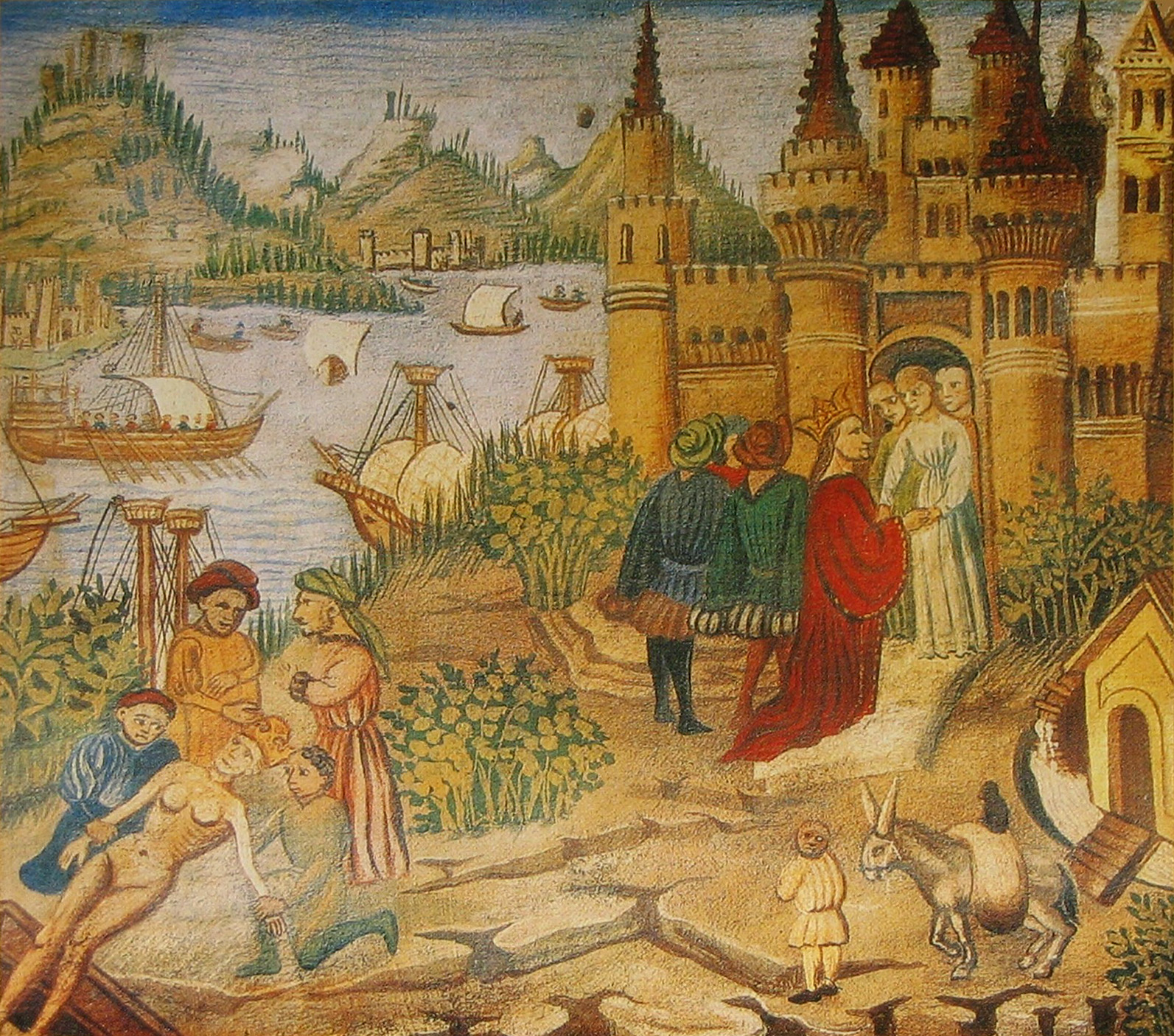
Dibujo de la Escuela Salernitana

## Práctica de la Medicina
Abella impartió clases sobre las prácticas médicas convencionales, la bilis y la salud de las mujeres y la naturaleza en la escuela de Salerno. Al igual que Rebecca de Guarna se especializó en el área de la embriología. Publicó dos tratados: De atrabile y De natura seminis humani, ninguno de los cuales sobrevive. En el estudio de Salvatore De Renzi sobre la Escuela de Medicina de Salerno realizado en el siglo XIX, Abella es una de las cuatro mujeres mencionadas —junto con Rebecca Guarna, Mercuriade y Costanza Calenda— que se sabe que practicaban medicina, impartían conferencias sobre medicina y escribían tratados. Estas cualidades colocaron a Abella dentro de un grupo de mujeres conocidas como Mulieres Salernitanae o Mujeres de Salerno.

## Mujeres de Salerno
La Escuela de Medicina de Salerno fue la primera universidad en permitir el ingreso de mujeres. Esto dio lugar a un grupo de mujeres conocido como Mulieres Salernitanae, es decir, Mujeres de Salerno, que eran célebres por su gran conocimiento. Este grupo de mujeres estaba formado por Abella, Trota de Salerno, Mercuriade, Rebecca Guarna, Maria Incarnata y Costanza Calenda. Las Mujeres de Salerno no solo practicaban medicina, sino que también enseñaban medicina en la escuela de Salerno y escribían textos. Este grupo trabajó en contra de la visión y los roles que las mujeres tenían asignados en esa época y son consideradas un orgullo del Salerno medieval y un símbolo de benevolencia.

## Familia de Castellomata
La familia de Castellomata era una familia extremadamente influyente en Salerno y se cree que Abella pertenecía a ella. La gran influencia de la familia ayudó a reafirmar los lazos vitales entre la corte papal y la Escuela de Medicina de Salerno. Un miembro importante de esta familia fue Giovanni de Castellomata, que tenía el título de medicus papae (doctor del papa) para el papa Inocencio III. La relación entre Abella y Giovanni de Castellomata no es clara.

## Legado
Abella es una figura destacada en la pieza de instalación de Judy Chicago , The Dinner Party.